# 萨格尔府
萨格尔府（瑞典語：Sagerska huset）是瑞典首相的官邸，位于瑞典首都斯德哥尔摩的北城区（Norrmalm），滨河的水流街（Strömgatan）18号（北侧）。其西侧为政府大厦Rosenbad，东侧为古斯塔夫·阿道夫广场（Gustav Adolfs torg）上的世袭王子宫（Arvfurstens Palats，瑞典外交部）和瑞典皇家歌剧院。在北急流河（Norrström）对面是瑞典国会大厦（在圣灵岛上）和斯德哥尔摩王宫（在城岛上），分别通过国家桥（Riksbron）和北桥（Norrbro）相连。

## 外部連結
59°19′44″N 18°04′02″E / 59.32889°N 18.06722°E